# 간자키가와역
간자키가와역(일본어: 神崎川駅, かんざきがわえき)은 일본 오사카부 오사카시 요도가와구에 있는 한큐 전철의 역이다. 역 번호는 HK-04이다.
역명의 유래이기도 하는, 간자키 강은 역 바로 남동쪽에 위치한다.

## 역사
- 1920년 7월 16일: 한신 급행 전철(현, 한큐 전철) 고베 선의 개통과 동시에 영업 개시.
- 2013년 12월 21일: 역 번호(HK-04) 도입.

## 역 구조
상대식 승강장 2면 2선의 지상역이다. 승강장의 산노미야 방향은 간자키 강 제방 위에, 우메다 방향은 성토 위에 있다. 분기기, 절대 신호가 없어 정류장으로 분류된다.
개찰구는 홈 하층 우메다 역 근처와 산노미야 방면 홈의 산노미야 역 근처의 두곳이다. 또, 우메다 방향 홈과 동쪽 개찰구를 연락하는 엘리베이터가 설치되어 있다.
화장실은 동쪽 개찰 구내(1층)에 있는 다기능 화장실도 병설되고 있다.

### 승강장
| 번호 | 노선        | 방향 | 행선                                                       |
| ---- | ----------- | ---- | ---------------------------------------------------------- |
| 남   | ■ 고베 본선 | 하행 | 고베 (산노미야)・신카이치・다카라즈카・이마즈・이타미 방면 |
| 북   | ■ 고베 본선 | 상행 | 오사카 (우메다)・주소・교토・기타센리・이케다・미노오 방면 |

※ 승강장 번호는 설정되지 않았다.

## 역 주변
한적한 주택가이다. 역 남쪽 일대의 다케다 약품공업 간자키 강 창고 유적에서는 대규모 아파트 개발이 진행중에 있어, 식품 슈퍼 등의 상업 시설도 오픈하였다.
- 간자키 강
- 한큐 전철 간자키 강 변전소
- 한큐 오아시스 간자키가와점
- 요도가와 미쓰야 우체국
- 요도가와 니타카 우체국
- 도요나카 센나리 우체국
- 오사카 시립 주소 시민 병원
- 오사카 시립 미쓰야 초등학교
- 미쓰야 상점가
- 간자키 강 이도 볼(볼링장)
- 엘 디미쓰야(슈퍼 마켓)
- 간자키 강 공원
  - 도요나카 시 그린 스포츠 센터
  - 도요나카 시 상하 수도국. 하수 처리장

## 사진

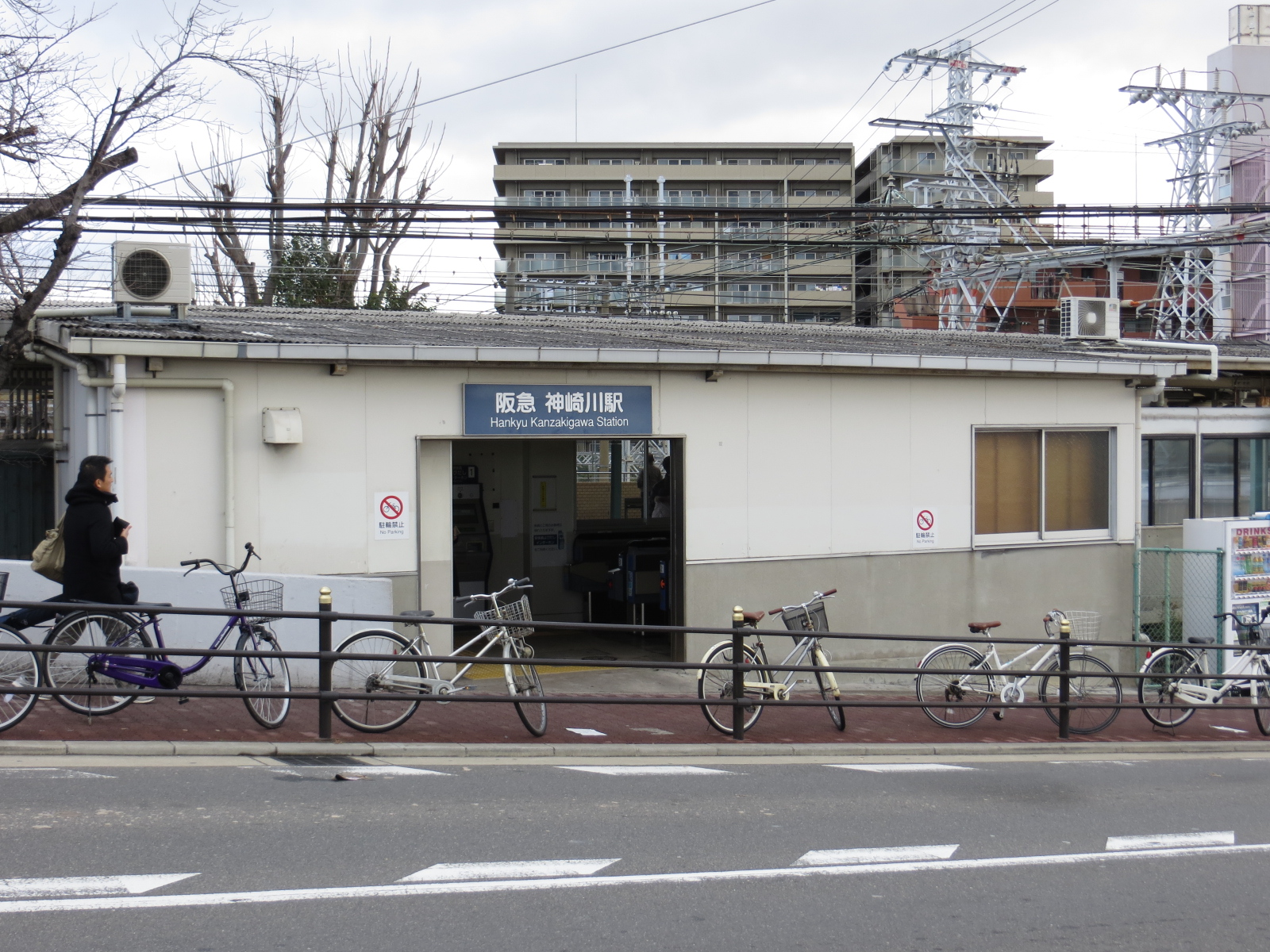
서쪽 출입구
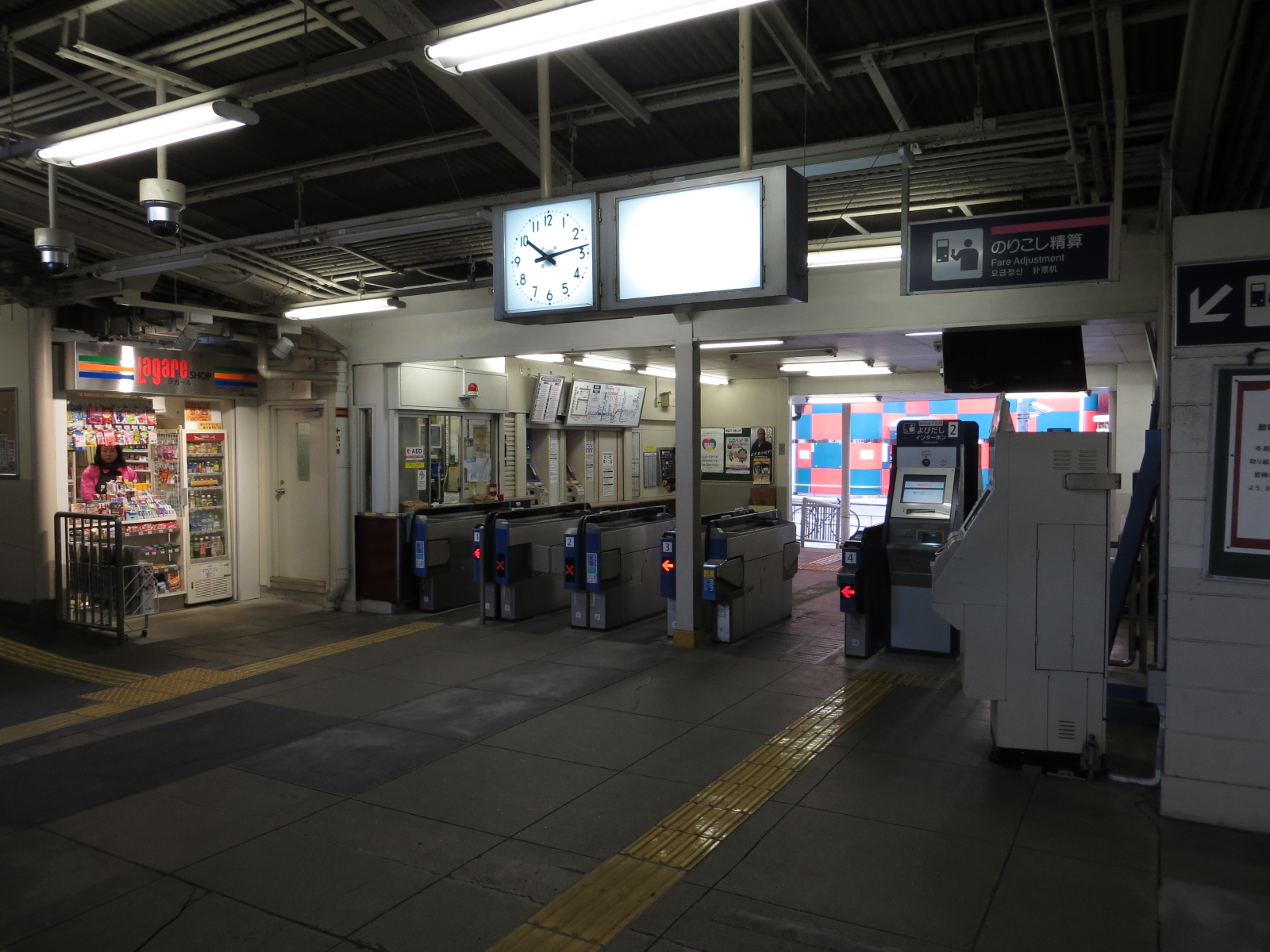
개찰구
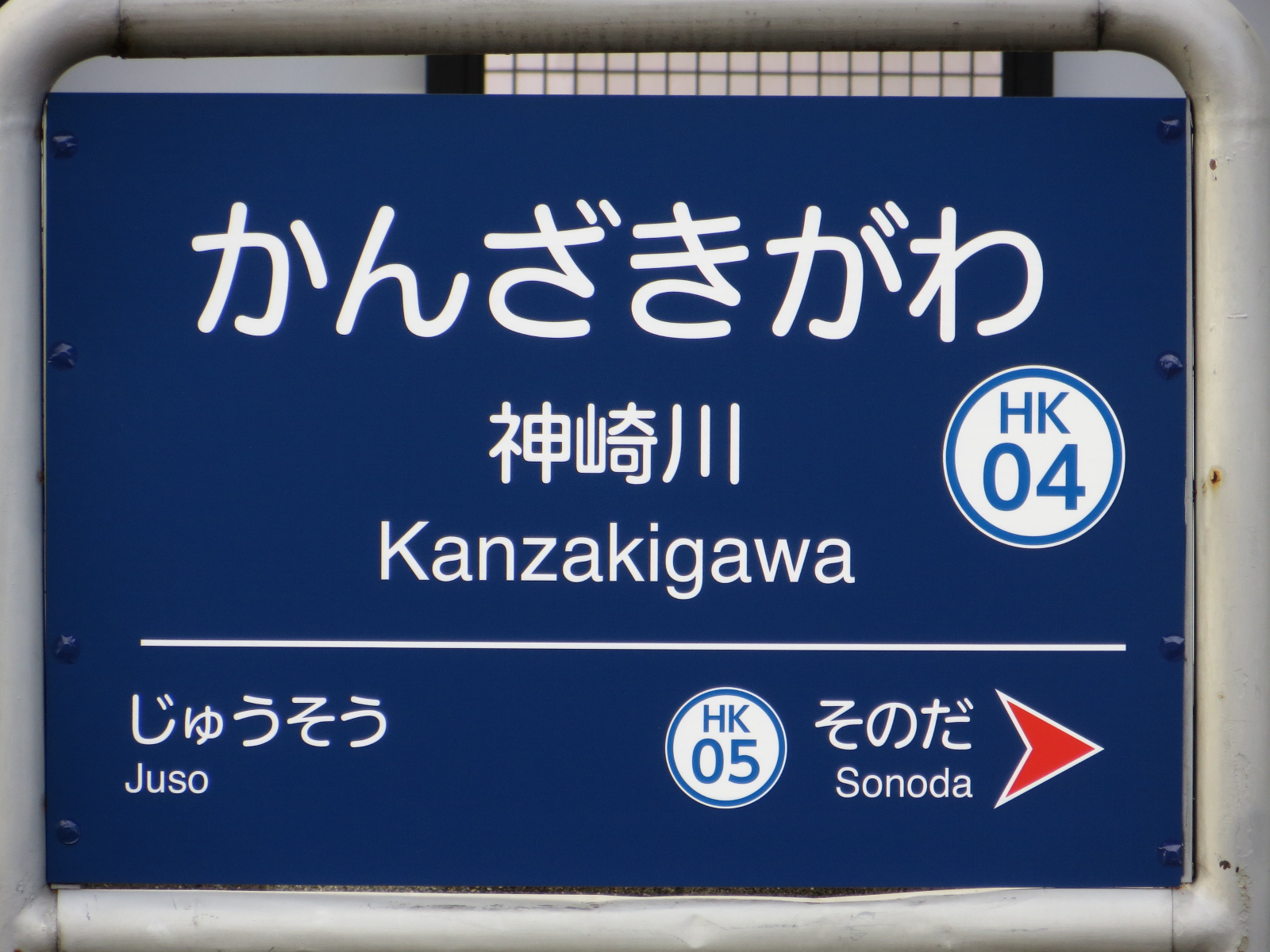
역명판
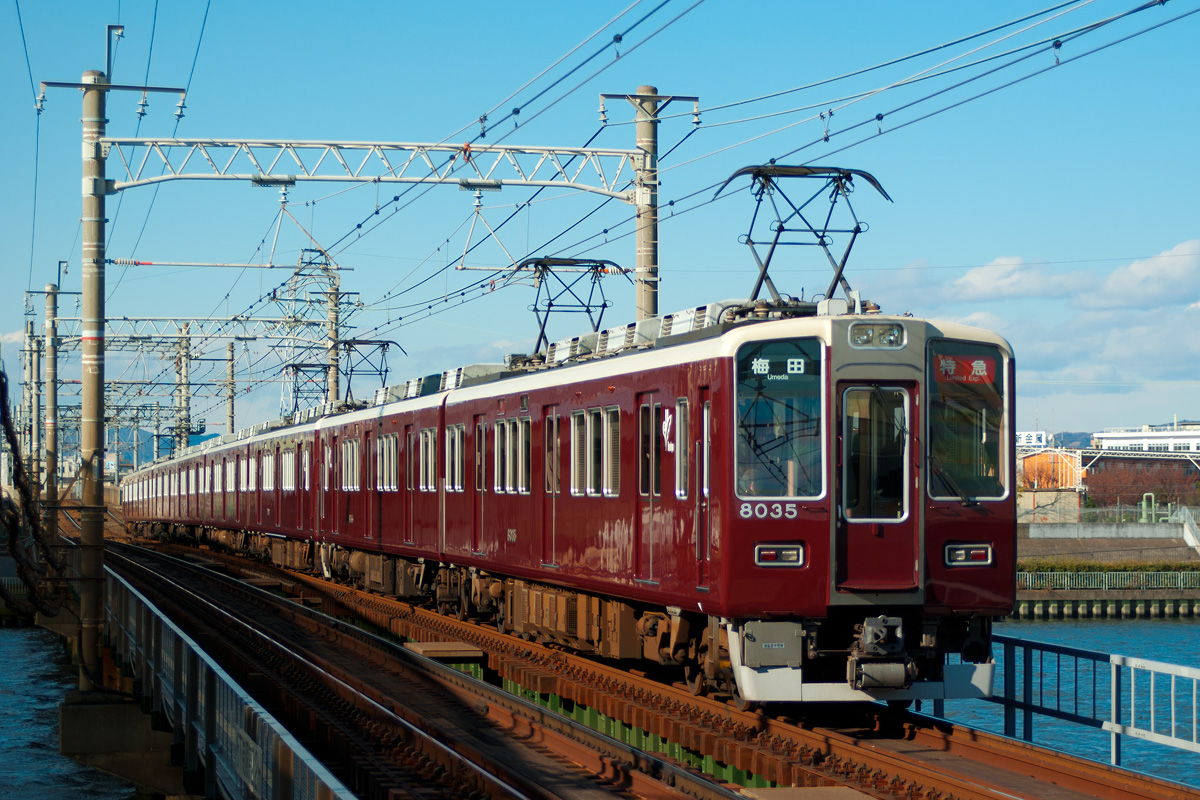
간자키 강을 건너는 한큐 8000계 열차

## 인접역
| 한큐 전철 ■ 고베 본선  | 한큐 전철 ■ 고베 본선 | 한큐 전철 ■ 고베 본선           |
| ---------------------- | --------------------- | ------------------------------- |
| HK-03 주소 우메다 방면 | ■ 보통                | 소노다 HK-05 고베 산노미야 방면 |